# Tony Pashos
Anthony George Pashos, detto Tony (Palos Heights, 3 agosto 1980), è un ex giocatore di football americano statunitense che ha militato nel ruolo di offensive tackle nella National Football League (NFL). Fu scelto nel corso del quinto giro (173º assoluto) del draft NFL 2003 dai Baltimore Ravens. Al college giocò a football all'Università dell'Illinois.

## Carriera professionistica

### Baltimore Ravens
Pashos venne scelto al quinto giro del draft 2003 dai Baltimore Ravens, il 27 luglio firmò un contratto triennale del valore di 995.000 dollari di cui 85.000 di bonus alla firma. Debuttò nella NFL il 12 settembre 2003 contro i Cleveland Browns. Con i Ravens giocò 38 partite di cui 23 da partente.

### Jacksonville Jaguars
Il 2 marzo 2007 firmò con i Jacksonville Jaguars, dove giocò 32 partite di cui 31 da partente come right tackle. Il 5 settembre 2009 venne svincolato per far posto in squadra a Eben Britton.

### San Francisco 49ers
Il 6 settembre 2009 firmò con i San Francisco 49ers, il 25 ottobre nella partita contro gli Houston Texans si ruppe la scapola. A causa di questo infortunio venne inserito nella lista infortunati finendo in anticipo la stagione regolare. Chiuse con 5 partite di cui una da partente.

### Cleveland Browns
Il 7 marzo 2010 firmò con i Cleveland Browns un contratto triennale del valore di 10,2 milioni di dollari di cui 1,5 milioni di bonus alla firma. Il 12 marzo 2012 venne svincolato chiudendo con 18 partite di cui 15 da titolare.

### Washington Redskins
L'11 marzo 2013 firmò con i Washington Redskins un contratto annuale del valore di 840.000 dollari, ma il 31 agosto venne svincolato.

### Oakland Raiders
Il 2 settembre 2013 firmò con gli Oakland Raiders. Saltò la settimana 5 contro i San Diego Chargers per un infortunio al bacino. Nella settimana 6 contro gli imbattuti Kansas City Chiefs fu costretto ad uscire per un infortunio all'anca. Dopo aver saltato 3 partite rientrò contro gli Houston Texans.

## Vittorie e premi
Nessuno

## Statistiche
| Partite totali      | 94 |
| Partite da titolare | 72 |
| Fumble recuperati   | 1  |
| Tackle totali       | 4  |

Statistiche aggiornate al 16 settembre 2013